# Lycaena shiriyensis
Lycaena shiriyensis är en fjärilsart som beskrevs av Matsumura 1927. Lycaena shiriyensis ingår i släktet Lycaena och familjen juvelvingar. Inga underarter finns listade i Catalogue of Life.